# Okean Elzy
Okean Elzy (ukrainska: Океан Ельзи, Okean El'zy, 'Elsas ocean') är en ukrainsk rockgrupp, bildad 1994 i Lviv. Gruppen leds av sångaren Svjatoslav Vakartjuk, som även skriver det mesta av gruppens text och musik. Han sjunger nästan alla texter på ukrainska (vilket är/varit ovanligt inom ukrainsk rock), men trots detta har gruppen blivit populär även utanför Ukraina. Okean Elzy har under ett antal år varit den mest framgångsrika ukrainska rockgruppen, och man har turnerat flitigt inte bara i Ukraina utan även i Ryssland, övriga Europa och Nordamerika.
Gruppens ledargestalt Vakartjuk har även förknippats med nationella ukrainska strömningar. Han satt ett år som ledamot i Ukrainas parlament och uttalar sig ofta i politiska eller sociala frågor. Okean Elzys låt "Majzje vesna" ('Nästan vår') spelades flitigt under orangea revolutionen.

## Historik

### Bakgrund och första år (1994–99)
Okean Elzy grundades i 1994 i Lviv i västra Ukraina av studenterna Svjatoslav Vakartjuk och Jurij Chustotjka. Ursprungligen tänkte man kalla sig Okean (= 'Ocean'), men man insåg snart att namnet redan var upptaget. En av bandmedlemmarna föreslog tillägget Elzy (= ’Elsas ocean’), vilket de andra tyckte lät bra.
Till en början bestod gruppen av sångaren Vakartjuk (även huvudsaklig låtskrivare), gitarristen Pavel Hudimov, basisten Chustotjka och trummisen Denys Hlinin. Musiken var till en början en blandning av pop och punk. Deras första större spelning skedde 1995, när de deltog i en nyårskonsert i Lviv framför stadens opera. Året efter fick de en hitlåt med "Novyy den" ('En ny dag'), som blev flitigt spelade på radiostationer i huvudstaden Kiev. 1996 spelade Okean Elzy i europeiska festivalsammanhang tillsammans med Deep Purple.

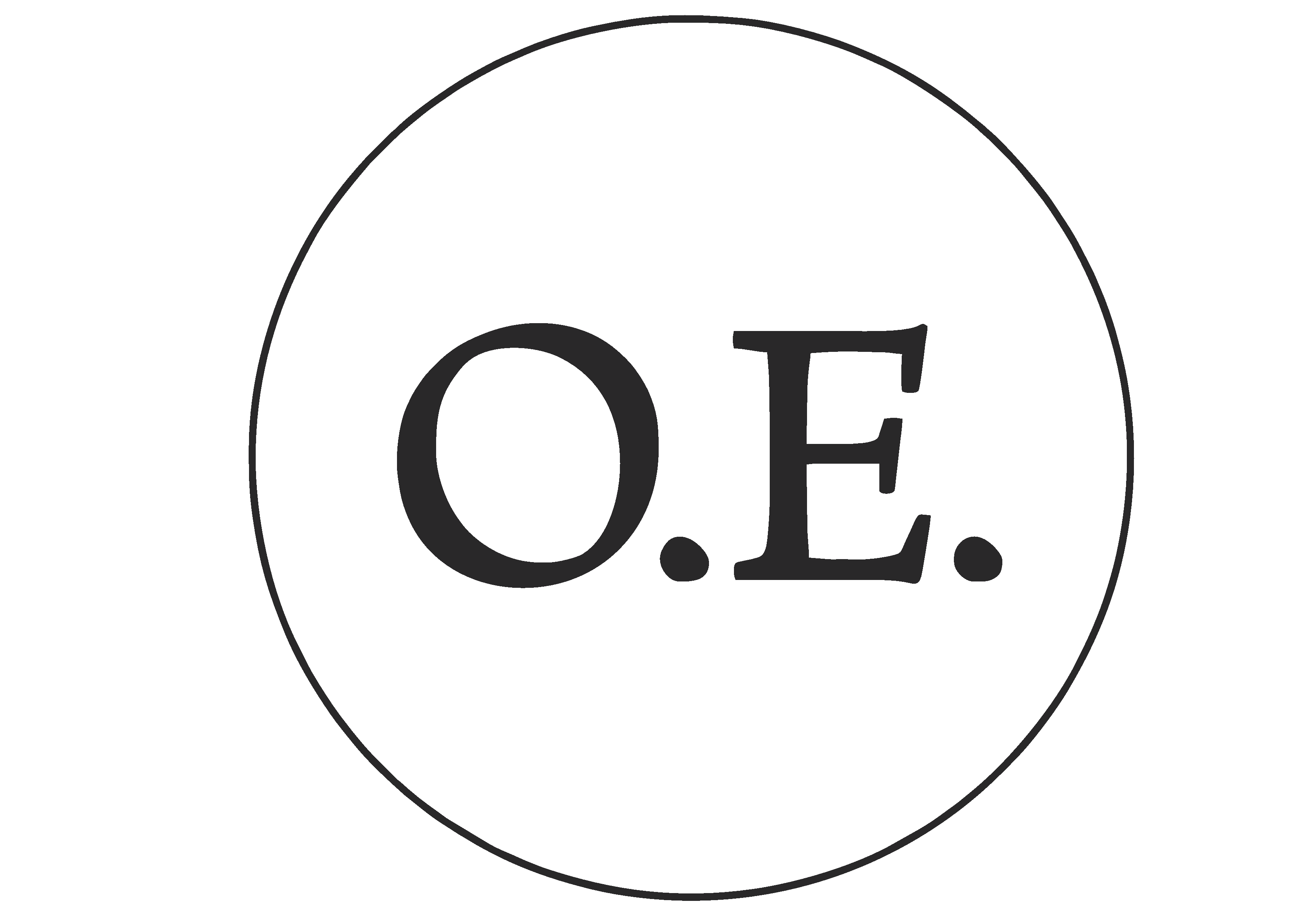
Okran Elzys logotyp.

1998 lyckades en Kiev-producent övertala gruppen att flytta till Kiev för att bättre kunna etablera sig inom branschen. Möjligen hjälptes deras karriär av att sångarens far Ivan Vakartjuk (1947–2020) sedan 1990 var rektor vid universitetet i Lviv, 2007–2010 var han ukrainsk utbildningsminister.
I september 1998 presenterades gruppens första musikvideo – "Tam de nas nema" ('Där vi inte är'). Den var då den första ukrainska musikvideon som syntes på ryska MTV och franska MCM. Senare under hösten kom debutalbumet med samma namn. Det uppmärksammades för Vakartjuks känslosamma röst och eftertänksamma texter, och låtarna nådde snabbt högt på de olika topplistorna. Okean Elzy har beskrivits som det första ukrainska band som samtidigt nådde ut till både fans av pop och rock.
Från sommaren 1999 uppträdde Okean Elzy återkommande på större ryska musikfestivaler. Samma år gjorde de spelningar i London på inbjudan av lokalt bosatta ukrainare.

### "Guldperioden" (1999–2004)
I februari 2000 släpptes gruppens andra album – Jananebibuv ('Jagvarihimlen'). Det kom ut samtidigt på två skivbolag, ukrainska Nova Records och Moskva-baserade Real Records, och har av Svjatoslav Vakartjuk beskrivit som albumet där gruppens stil definierades. Strax efter albumets utgivning blev keyboardisten Dmytro Sjurov del av gruppen, vilket gjorde det som ibland betecknas som Okean Elzys "gyllene sättning" fullständig. Gruppens popularitet även i Ryssland förstärktes av att två dess låtar under året hördes på den ryska storfilmen Bröder 2.
Tredje studioalbumet, Model, publicerades våren 2001. Samtidigt genomförde bandet en större turné.
Arbetet med Okean Elzys fjärde studioalbum Supersymetrija avslutades tidigt 2003. Även det albumet samordnades med en större konsertturné. I december samma år påbörjade man en ny turné, den här gången en akustisk sådan. Albumet kännetecknades av ett mer "pompöst" rocksound, i stil med Queen och liknande 1970-talsgrupper.

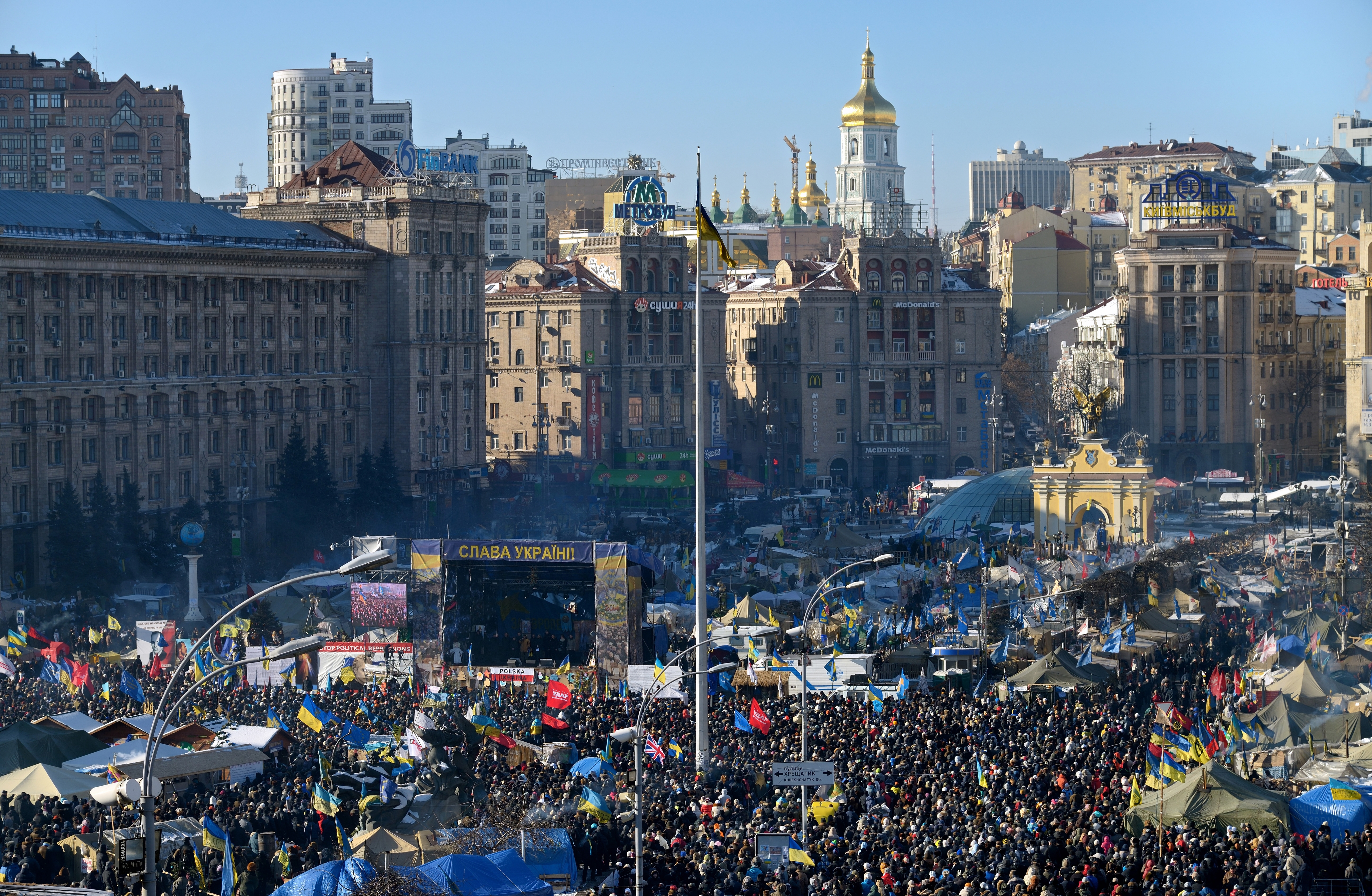
Okean Elzy har deltagit i flera stora "protestkonserter" på Självständighetstorget i Kiev – både under orangea revolutionen och Euromajdan.

Supersymetrija blev samtidigt det sista albumet med den klassiska Okean Elzy-sättningen. Under de kommande två åren lämnade tre av medlemmarna bandet, i första hand efter att ha angett "kreativa skiljaktigheter" gentemot bandledaren. Vakartjuk byggde dock upp bandet på nytt, med basisten Deny Deudko, keyboardisten Miloš Jelić (från Serbien) och gitarristen Petro Tjernjavskyj. Därefter har Okean Elzy dock kommit att än mer förknippas med sin ledargestalt. Den nybildade gruppen satsade nu på ett än mer ambitiöst sound och socialt orienterade texter. Gruppen var också delaktig i Orangea revolutionen, där deras låt "Majzje vesna" ('Det är nästan vår') kom att bli en av den rörelsens "ledmotiv".

### Framgångsrik nystart (2005–07)
Det flitiga turnerandet har lett till att Okean Elzy befäst sin roll som Ukrainas mest framgångsrika rockgrupp. 2005 års Gloria sålde omgående (enligt skivbolaget inom sex timmar från skivsläpp) platina i hemlandet. Året efter genomförde man en stor turné i Ryssland, Västeuropa och Nordamerika.
I april 2007 kom gruppens sjätte studioalbum Mira. Det hade fram till utgivningsdagen förbeställts i 170 000 exemplar, vilket garanterade även detta album en platinaskiva. Vid turnén runt Ukraina besöktes 27 städer, där konserterna sammanlagt sålde över 140 000 biljetter.

### Två sabbatsår (2008–09)
2008 och 2009 låg verksamheten i gruppen nere. Detta sammanföll med andra aktiviteter, framför allt för gruppens ledarfigur Svjatoslav Vakartjuk. Han satt 2007–2008 som parlamentsledamot och producerade 2008 sitt första soloalbum. Dessutom passade han på att avsluta sina avbrutna universitetsstudier med en examen i teoretisk fysik.

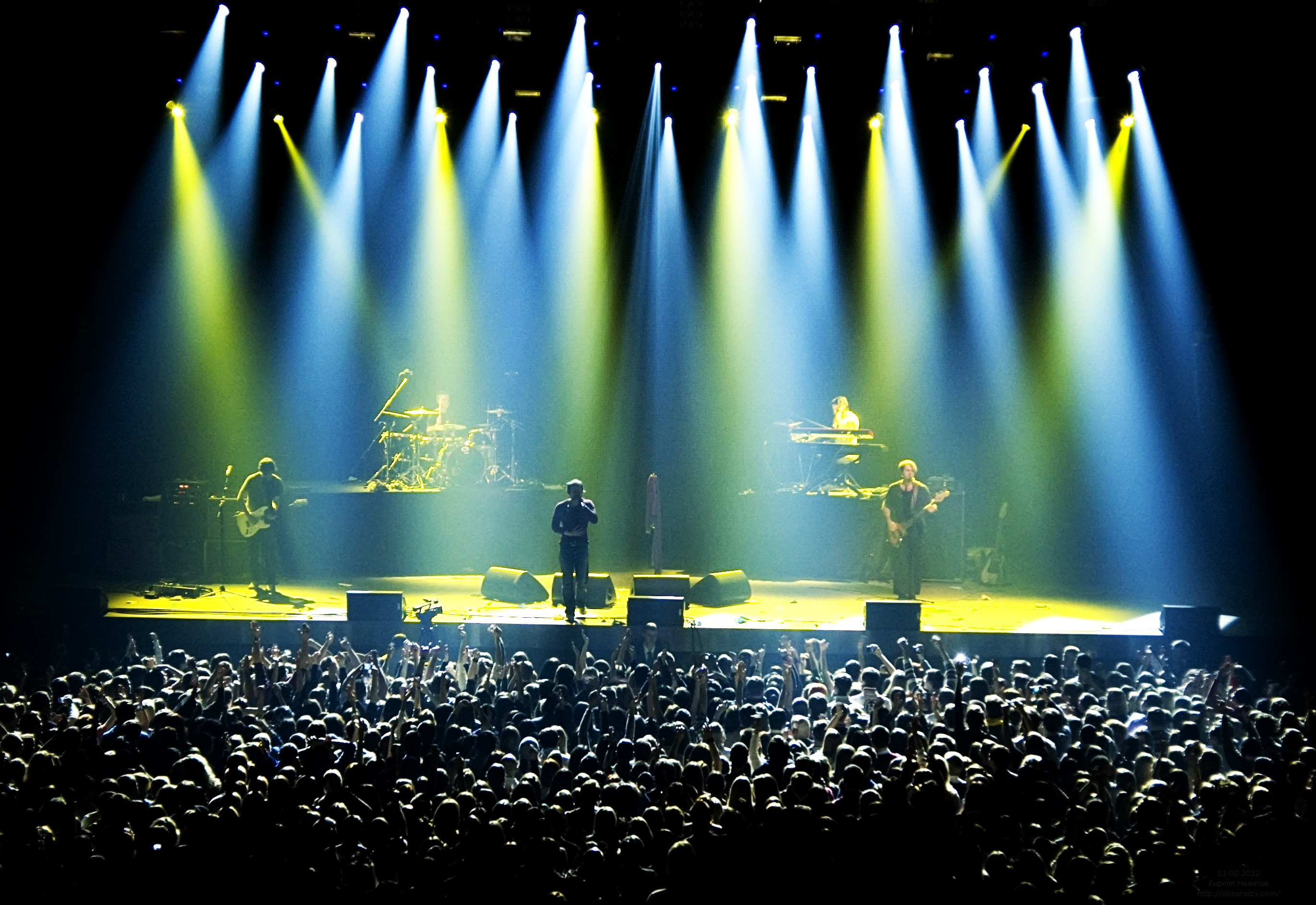
Konsert i Moskva februari 2012.

### Två album och jubileumsturné (2010–2014)
Våren 2010 återkom Okean Elzy från sina två sabbatsår med albumet Dolce vita. Den ett år långa konsertturnén täckte 70 orter i Ukraina samt delar av Ryssland, övriga Europa och Nordamerika. Albumet sas vara inspirerat av Fellinis film med samma namn. I ett "pretentiöst" uttalande typiskt för honom sa Vakartjuk sa att han såg bilder ur filmen i sitt inre under låtskrivandet, och även musiken på albumet kritiserades för sin pretentiösa karaktär. Gruppens ibland högtravande och poetiskt känslomässiga musikstil beskrevs av vissa som "tråkig".
2013 kom albumet Zemlja. I april samma år meddelades att gruppens gitarrist Petro Tjernavskyj lämnar gruppen, efter "artistiska" meningsskiljaktigheter.
Vid 2014 års turnerande planerades besök på orter i Tyskland, Polen, Litauen, Lettland, Ryssland samt Ukraina. Maj- och junikonserterna i Ukraina – arrangerade i form av stora arenakonserter – genomfördes under banderollen "Okean Elzy – 20 years together". Av de tiotalet ryska konserterna under mars och april stod dock den 20 mars minst sex stycken som avlysta (på bandets officiella webbplats). Rysslandsdelen inträffade samtidigt med Krimkrisen 2014 och de förstärkta spänningarna mellan Ryssland och Ukraina. 22 april var även övriga ryska konserter avlysta.
Konserten den 31 mars avlystes redan den 28 mars; ingen officiell orsak fanns, men flera ledande ryska politiker hade då föreslagit att ukrainska band med kopplingar till Euromajdan eller andra "antiryska" aktiviteter skulle förbjudas från turnerande i Ryssland. Svjatoslav Vakartjuk svarade redan samma dag med ett meddelande på sin Facebook-sida, där han påpekade att han hade Anton Tjechov som favoritförfattare och haft en judisk flickvän, samt att två Okean Elzy-medlemmar är serber och en rysk-tatar.
Efter vårens separatistiska ockupationer av Donetsk och Luhansk oblast ställdes även arenakonserten i Donetsk in. Däremot genomfördes motsvarande evenemang i Lviv (31 maj), Dnipropetrovsk (7 juni) och Charkiv (14 juni). Denna delen av turnén avslutades den 28 juni, då Tjornomorets-stadion i Odessa besöktes.
Dessförinnan hade gruppen den 21 juni i det närmaste fyllt Kievs olympiastadion. Den närmare fyra timmar långa konserten samlade enligt uppgift 70 000 åskådare, och gruppens sångare Vakartjuk tog tillfället i akt att framföra ett budskap om fred och ukrainsk enighet. Som förband på de ukrainska konserterna hade Okean Elzy dessutom valt ut Fortaliza, en rockgrupp från Horlivka i östra Ukraina (Donetsk oblast). Vid konserten, som slog ukrainskt rekord för konsertpublik, deltog även alla tidigare medlemmar i gruppen utom Petro Tjernjavskyj (2005–13).

### Nytt album (2016)
2016 släppte gruppen sitt nionde album Bez mezj ('Gränslöst'). Det föregicks av singlarna "Movtjaty" ('Tiga'), "Ne tvoja vijna" ('Inte ditt krig'), "Zjyttia potjynajet'sia znov" ('Livet börjar om'), "Myt'" ('Ögonblick') och "Ne jidy" ('Skjut inte'). Ett antal av låttitlarna bär vittnesbörd om gruppens fortsatta engagemang för Ukraina i en tid med fortsatt krig och ockupation av delar av landet. Videon till "Ne tvoja vijna" utformades som en fredsappell, med en färgsättning (inklusive 400 statister) helt i vitt.
Gruppens flitiga turnerande under 2013, 2014 och 2015 minskade därefter under arbetet med gruppens nionde album. Våren 2016 arrangerades dock minst en utomhuskonsert i Kiev samt en konsert i Mariupol. Från sommaren 2016 och två år framåt kommer gruppen att genomföra en världsturné med konserter i bland annat Australien, Kanada, USA, Israel och minst åtta europeiska länder.
Inget spelande i Ryssland är dock inplanerat. Däremot har sedan 2014 återkommande arrangerats konserter i grannlandet Vitryssland, trots landets officiellt Rysslandsvänliga hållning och vissa politiska incidenter vid Okean Elzy-konserter i landet.

### Återkomst 2024
Efter åtta års frånvaro från albumscenen – inklusive två års covid-19-pandemi och under Rysslands pågående invasion av Ukraina – återkom den 30-årsjubilerande gruppen sensommaren 2024 med sitt tionde studioalbum. Toj den ('Den dagen'). Albumet hade då föregåtts av ett antal singelutgåvor, tidigare under 2024 i form av en ny version av gruppens klassiska låt "Toj den" (som inte finns med på albumet) och "Mukatjevo". Under hösten väntades då också gruppens första engelskspråkiga albumutgåva, Lighthouse. Det albumet föregicks av singeln med samma namn, ett samarbete med Goo Goo Dolls-sångaren Johnny Rzeznik.
Tidigare under året hade gruppen inlett sin jubileumsturné, där bland annat Sverige besöktes med spelningar i Göteborg och Malmö. Turnén nådde under året ett antal europeiska länder samt USA och Kanada. Under turnén samlas pengar in som är tänkta att bekosta 30 ambulanser för placering längs frontlinjen mot de ryska ockupationstrupperna.

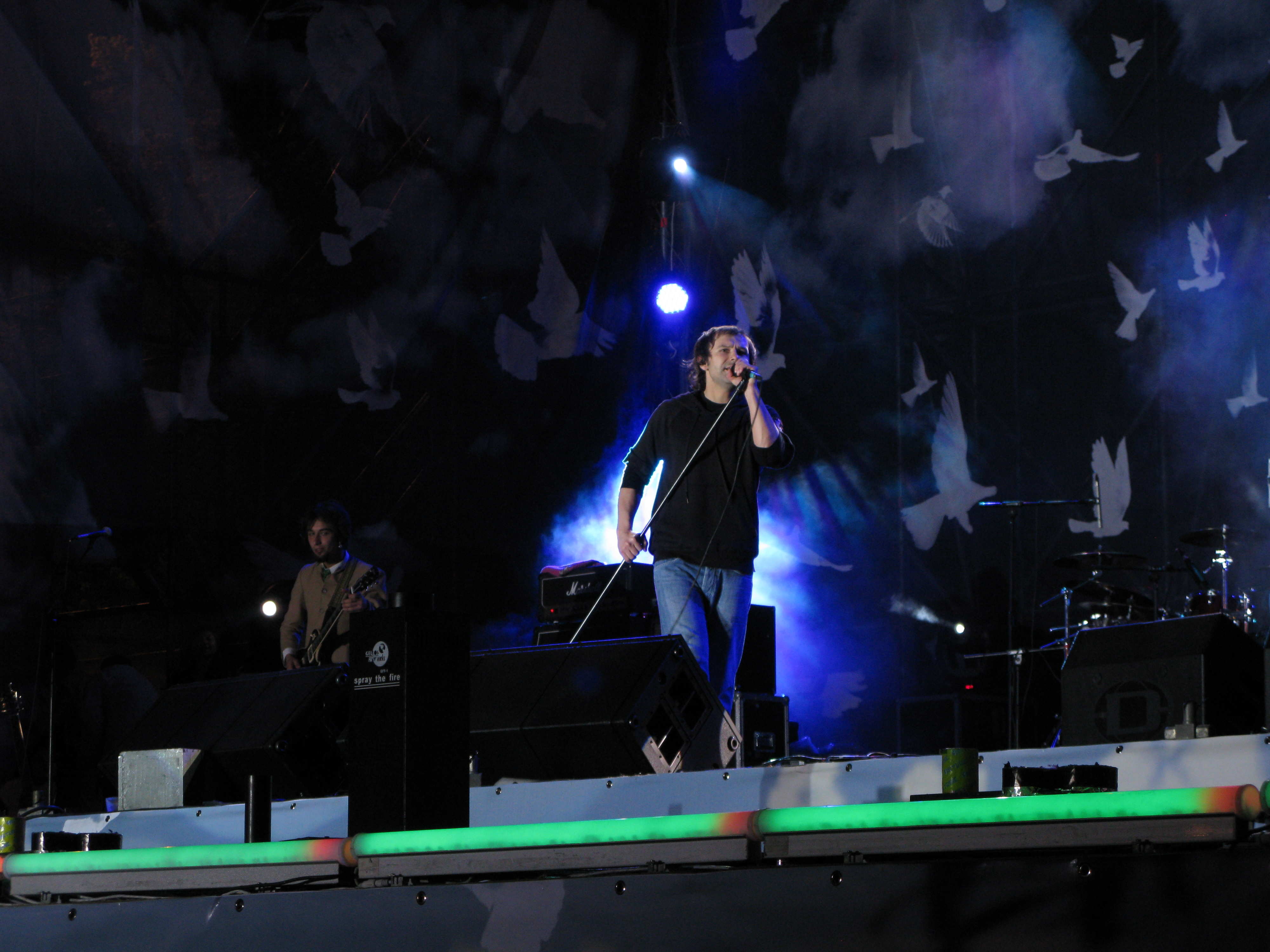
Konsert (med Svjatoslav Vakartjuk) i Charkiv 2008.

## Solokarriärer
De tidigare medlemmarna Juriy Chustotjka och Dmytro Sjurov bildade 2004, tillsammans med den belgiskfödde musikern och filmregissören Louis Franck, indiebandet Esthetic Education. Pavlo Hudimov bildade 2005 ett eget band med namnet Hudimov, och han startade även ett eget galleri.
Svjatoslav Vakartjuk gav 2008 respektive 2011 ut två album i eget namn, även om delar av bandet deltog i produktionerna. Det första albumet, Vnotji ('På natten') blandade jazz, folkmusik, indie och reggae. Albumet från 2011 bar det europeiskt klingande namnet Brjussel (Bryssel).

## Stil och betydelse
Okean Elzy inspirerades i begynnelsen inte så mycket av rysk rock, som de flesta andra ukrainare av samma generation. Gruppen startade sin bana i västukrainska Lviv, men genom senare medlemsomsättning har den blivit mer internationell – bland annat med en medlem (minst) från Serbien (Miloš Jelić). I en intervju från 2010 menade Svjatoslav Vakartjuk att den förenande influensen i gruppen var The Beatles. Andra inspirationskällor har varit Led Zeppelin (bas/trummor), Freddie Mercury (sången), Rolling Stones och Radiohead. Vakartjuks röstbehandling har beskrivits som en lätt tremulerande tenorröst, vilket används till låttexter om förlorad kärlek och ödets ironier.

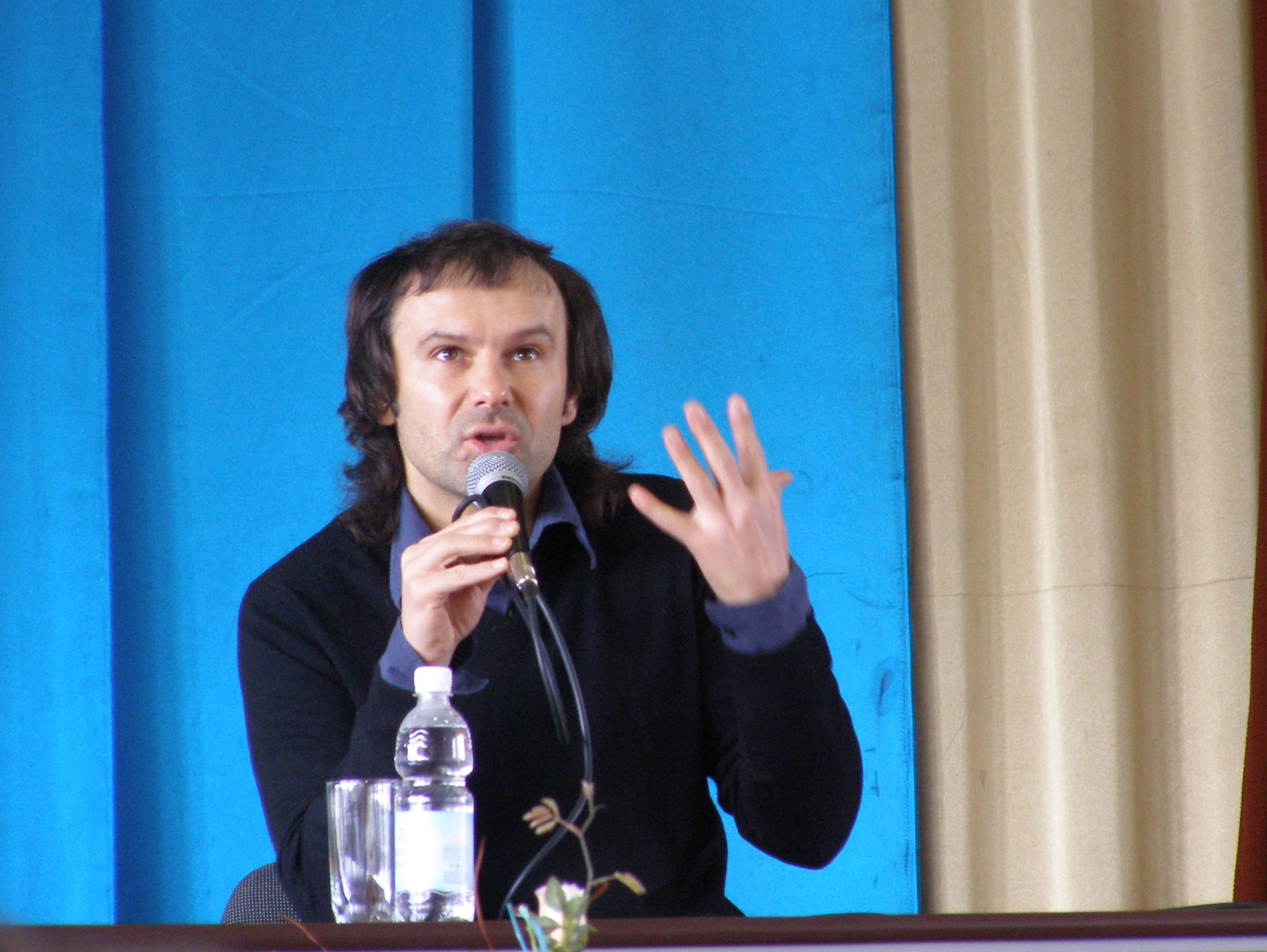
Sångaren Svjatoslav Vakartjuk (här i Lviv 2009) är bandets ledargestalt. Han har även haft en kortare karriär som politiker.

Okean Elzy räknas som den mest framgångsrika ukrainska rockgruppen. Sedan starten har sångaren och låtskrivaren Svjatoslav Vakartjuk varit bandets ledarfigur, och han skriver det mesta av gruppens material. Till skillnad från många andra ukrainska sångare sjunger Vakartjuk på ukrainska och inte ryska. Valet av ukrainska var också ett medvetet sätt att skilja ut sig från alla andra ryskspråkiga rockgrupper i det före detta Sovjet. Trots detta har man haft stora framgångar även i andra före detta sovjetrepubliker. Man har genomfört flera turnéer även i övriga delar av Europa och i Nordamerika.

### Gruppen och dess ledare i politiken
Vakartjuk har visat ett stort socialt och politiskt intresse. Detta ledde bland annat till att Okean Elzy 2004 aktivt deltog i den "orangea revolutionen", genom att framträda på Självständighetstorget i Kiev. I september 2005 utsåg FN:s utvecklingsprogram Vakartjuk till goodwill-ambassadör för ukrainsk ungdom, en roll han innehade fram till september 2007. Han hade dessförinnan blivit utsedd till "hedersambassadör för ukrainsk kultur" (2003) och hedersrådgivare till Ukrainas president i ungdomsfrågor (2005).
Vid det extra parlamentsvalet hösten 2007 blev Vakartjuk också invald till Verchovna Rada som nummer 15 på listan för valalliansen Vårt Ukraina – Folkets självförvarsblock, det vill säga som ett av de så kallade orangea partierna. I september 2007 inträdde Vakartjuk som folkdeputerad (parlamentsledamot), och han var samtidigt medlem av radans utskott för yttrandefrihet. Han trädde september 2008 tillbaka från sin politikerroll, enligt honom själv på grund av den politiska situationen.
Vakartjuk har dock fortsatt att uttala sig i politiska och ukrainska frågor. Vintern 2014 spelade Okean Elzy på Självständighetstorget i Kiev i samband med Euromajdan-demonstrationerna. I mars samma år intervjuades han av CNN, där han menade att den orangea revolutionen bara handlade om politik medan kampen 2014 var en fråga om moral och mänskliga rättigheter.

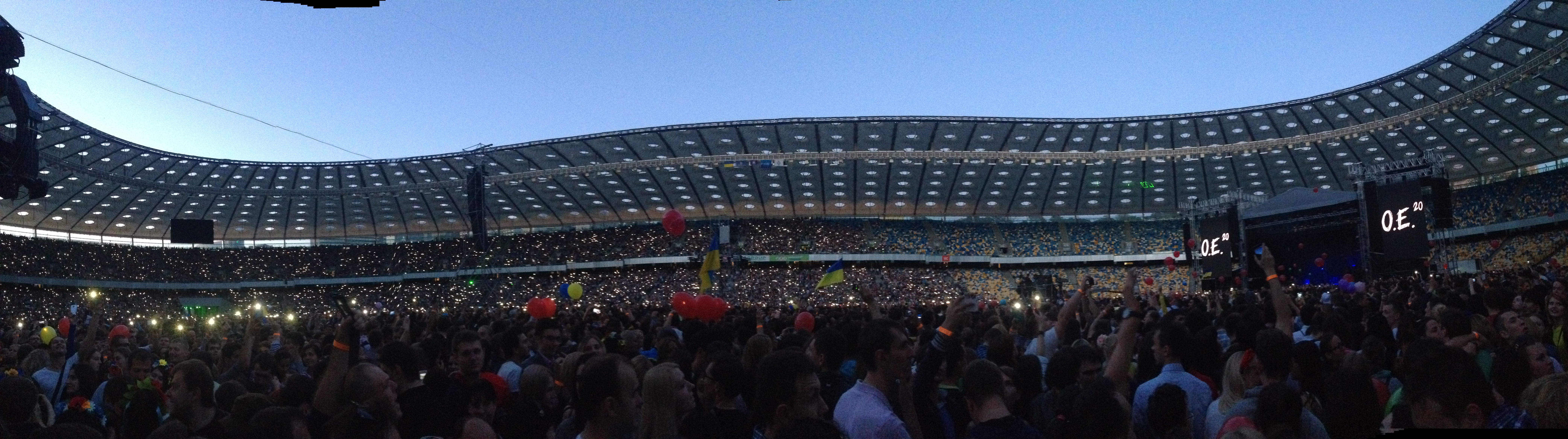
Jubileumsturnén 2014 innehöll ett antal stora arenakonserter, inklusive en den 21 juni på Kievs olympiastadion.

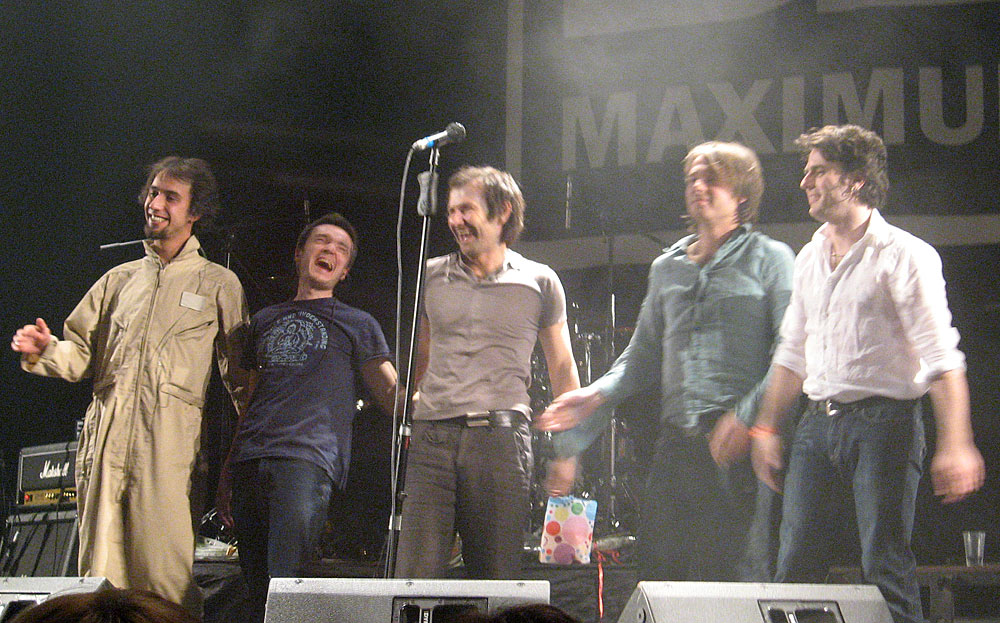
Okean Elzy i Moskva, mars 2008. Från vänster: Petro Tjernjavskyj, Denys Hlinin, Svjatoslav Vakartjuk, Denys Dudko, och Miloš Jelić.

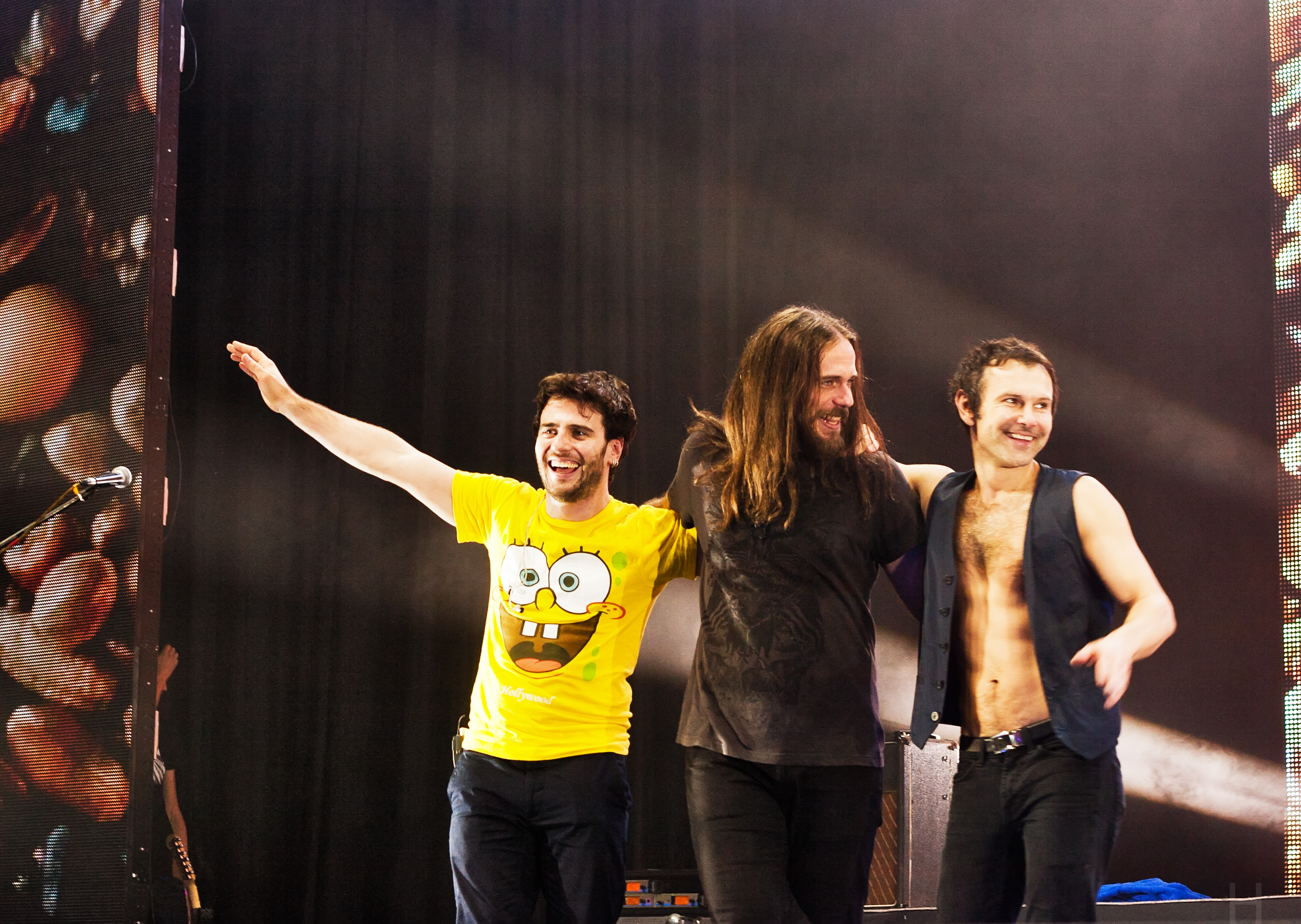
Miloš Jelić, Vladimir Opsenitsa och Svjatoslav Vakartjuk, i Kiev 2013.

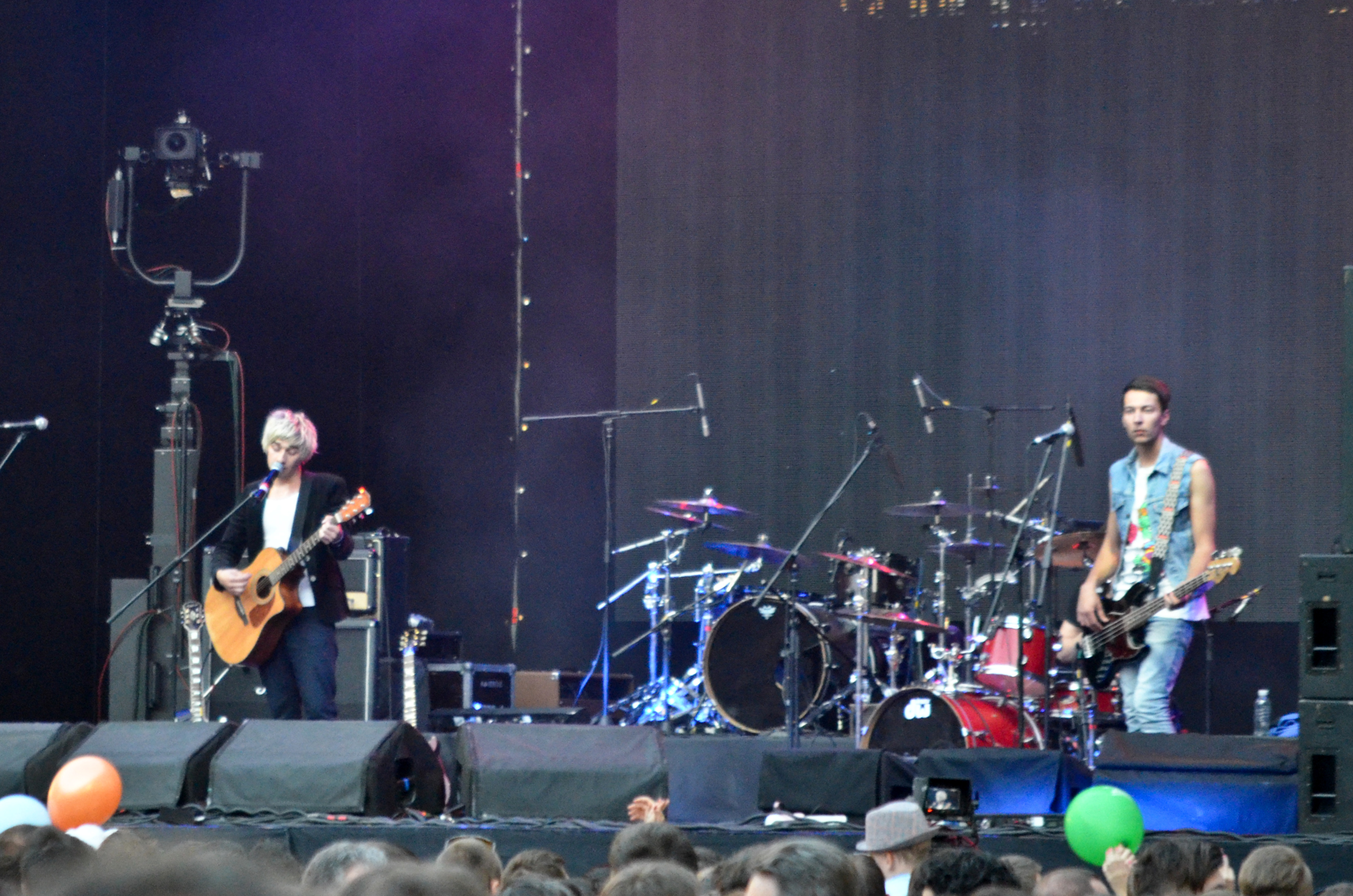
Den östukrainska rockgruppen Fortaliza agerade förband åt Okean Elzy på 2014 års arenaturné runt Ukraina.

## Medlemmar

### Nuvarande medlemmar
- Svjatoslav Vakartjuk (Святослав Вакарчук): sång (1994–)
- Denys Hlinin (Денис Глінін): trummor (1994–)
- Denys Dudko (Денис Дудко): bas (2004–)
- Miloš Jelić[a] (Мілош Єліч): klaviatur (2004–)
- Vladimir Opsenitsa (Владімір Опсеніца): gitarr (2013–, endast live)

### Tidigare medlemmar
- Jurij Chustotjka (Юрій Хусточка): bas (1994–2004)
- Dmytro Sjurov (Дмитро Шуров): klaviatur (2000–2004)
- Pavlo Hudimov (Павло Гудімов): gitarr (1994–2005)
- Petro Tjernjavskyj (Петро Чернявський): gitarr (2005–2013)

## Diskografi

### Album
- 1998 – Tam, de nas nema (ukrainska: Там, де нас нема, 'där vi inte är')
- 2000 – Jananebibuv (Янанебібув, 'jagvarihimlen')
- 2001 – Model (Модель, 'modell')

2003 – Tvij format (Tvій формат, 'ditt format') – akustiskt liveframträdande
- 2003 – Supersymetrija (Суперсиметрія, 'supersymmetri')
- 2005 – Gloria (GLORIA)

2006 – 1221 – samlingsalbum
- 2007 – Mira (Міра, 'mått')
- 2010 – Dolce vita (Dolce Vita)
- 2013 – Zemlja (Земля, 'jorden')
- 2016 – Bez mezj (Без меж, 'gränslöst')
- 2024 – Toj den (Той день, 'den dagen')

### Singlar
- 1996 – "Budynok zi skla" (Будинок зі скла, 'glashuset')
- 2002 – "Cholodno" (Холодно», 'kylan')
- 2004 – "Djakuju!" (Дякую!, 'tack!')
- 2006 – "Veceli, brate, tjasi nastali…" (Веселі, брате, часи настали…, 'grattis, broder, tiden är här…')
- 2009 – "Ja tak chotju…" (Я так хочу…, 'jag vill ha det…')
- 2013 – "Obijmy" (Обійми, 'omfamna')
- 2013 – "Striljaj" (Стріляй, 'skjut')
- 2013 – "Rendez-vous" (rendez-vous)
- 2015 – "Movtjaty" (Мовчати, 'tiga')
- 2015 – "Ne tvoja vijna" (Не твоя війна, 'inte ditt krig')
- 2015 – "Zjyttia potjynajet'sia znov" (Життя починається знов, 'livet börjar om')
- 2015 – "Myt'" (Мить, 'ögonblick')
- 2016 – "Ne jidy" (Не йди, 'gå inte')

## Konsertturnerande (senare år)
På senare år har Okean Elzy turnerat flitigt i både Ukraina, i olika delar av Europa och även bland annat i Nordamerika. Fram till början av 2014 ingick även turnéstopp i Ryssland.

### 2013
Ukraina (30 konserter), Ryssland (25), Vitryssland (6), Moldavien (1)

### 2014
Ukraina (12), Tyskland (8), USA (6), Ryssland (4 med 6 inställda), Kanada, Lettland och Storbritannien (2 vardera) samt ytterligare 12 länder (1 vardera)

### 2015
(inget turnerande under hösten på grund av inspelning av nytt album)

### 2016
Ukraina (26), Vitryssland (10), USA (4), Italien (3), Georgien, Polen, Spanien, Sverige och Tyskland (2 vardera) samt ytterligare 12 länder (1 vardera)